# Browarky (rejon krzemieńczucki)
Browarky (ukr. Броварки) – wieś na Ukrainie, w obwodzie połtawskim, w rejonie krzemieńczuckim. W 2001 liczyła 1666 mieszkańców, wśród których 1598 jako ojczysty wskazało język ukraiński, 49 rosyjski, 13 ormiański, a 6 inny.